# Karl Imre
Karl Imre (Bonyhád, 1957. május 25. –) magyar gépészmérnök, politikus, országgyűlési képviselő.

## Életpályája

### Iskolái
Az általános iskolát Majoson, a középiskolát Szekszárdon végezte el; 1975-ben érettségizett a Rózsa Ferenc Műszaki Szakközépiskolában. 1976–1983 között a Nehézipari Műszaki Egyetem hallgatója volt. 1986–1988 között a Marx Károly Közgazdaságtudományi Egyetem hallgatója volt. Posztgraduális képzés keretében 1994-ben gazdaságpolitikai témájú disszertációjával egyetemi doktori fokozatot szerzett a Budapesti Közgazdaságtudományi Egyetemen.

### Pályafutása
1980–1985 között az MMG Automatika Művek szekszárdi gyárában gépgyártás-technológus volt. 1982–1983 között Siklóson, a BM Határőrségnél volt katona; törzsőrmesteri rendfokozatot kapott. 1985–1989 között a Péti Nitrogénművek anyagellátási vezetője volt. 1989-től vállalkozóként dolgozott; a Demisz szöv. pénztárnoka volt. 1993-tól a Gold's Line Kerekeskedőház Kft. ügyvezető igazgatója. 1993–1996 között a Panoráma Szálloda Rt. igazgatótanácsának elnöke volt. 1995–1996 között az InfoGroup Kiadó Rt. igazgatótanácsának elnöke volt. 1995-től a Gamma Műszaki Rt. igazgatótanácsának elnöke. 1998-tól a Budapesti Gyáriparosok Szövetségének elnöke. 2002-től az Erőművek Érdekképviseleti Egyesülése igazgatója. 2002-től a Volánbusz Rt., a Somogyi Erdészeti és Faipari Rt. igazgatóságának tagja. 2004-től a Magyar Villamos Művek Rt. igazgatóságának tagja, 2005-től stratégiai igazgatója.

### Politikai pályafutása
1978–1982 között a szekszárdi városi tanács tagja volt. 1979–1989 között az MSZMP tagja volt. 1989-től az MSZP tagja. 1994–1998 között a Gazdasági bizottság tagja, 1995–1998 között alelnöke volt. 1994–2002 között országgyűlési képviselő volt. 1996–1998 között az energiaárak kormányzati megbízottja volt. 1998–2002 között az Európai integrációs ügyek bizottságának tagja volt. 2002-ben országgyűlési képviselőjelölt volt.

## Családja
Szülei: Karl Henrik (1928-?) és Borsos Márta (1931-?) voltak. Felesége, Stecker Katalin üzletvezető. Három gyermeke van: Imre (1976), Evelin (1977) és Ákos (1986).